# 安顺路
安顺路是中華人民共和國上海市长宁区一條東西走向道路，道路西起伊犁路，東至淮海西路，全长1100米，宽20米至24米，车行道宽12米。道路建於1985年至1986年，路名來自於貴州安順市。